# Oye (Nigeria)
Pour les articles homonymes, voir Oye.
Oye  est une zone de gouvernement local de l'État d'Ekiti au Nigeria,.

## Source
- (en) Cet article est partiellement ou en totalité issu de l’article de Wikipédia en anglais intitulé « Oye, Nigeria » (voir la liste des auteurs).